# Euscorpius parthenopeius
Euscorpius parthenopeius – gatunek skorpiona z rodziny Euscorpiidae.
Gatunek ten opisali w 2014 roku Gioele Tropea, Aristeidis Parmakelis, Nikolett Sziszkosz, Katerina Balanika i Adam Bouderka na podstawie 21 okazów. Wcześniejsi autorzy oznaczali niektóre z nich jako Euscorpius carpathicus ilvanus
lub Euscorpius tergestinus.
Jest to przeciętnych rozmiarów przedstawiciel rodzaju, osiągający od 30 do 37 mm długości ciała. Dorosłe osobniki są brązoworude z ciemnorudymi nogogłaszczkami i karapaksem. U samic karapaks jest tak długi jak szeroki lub nieco krótszy, natomiast u samców jest zwykle dłuższy niż szerszy. Środkowe oczy osadzone są w około 4/10 długości karapaksu, licząc od jego przedniej krawędzi. Żeberka na zaodwłoku cechuje bardzo słabe granulowanie. Grzebienie samców mają 8, rzadziej 7 ząbków, a samic od 6 do 8 ząbków. Rzepka nogogłaszczków ma na brzusznej powierzchni 8 lub 9 trichobotrii, a na powierzchni zewnętrznej od 23 do 25 trichobotrii. Na brzusznej stronie dłoniowej części szczypców osadzone są 4 trichobotria. Rzepka jest nieco dłuższa od uda i ma dobrze rozwiniętą ostrogę na stronie grzbietowej.
Skorpion znany wyłącznie z prowincji Neapol we włoskiej Kampanii, w tym z wysp Capri i Ischia. Spotykany jest pod kamieniami i kłodami w lasach sosnowych. Zasiedla środowiska antropogeniczne, kryjąc się pod cegłami czy wewnątrz budynków. Występuje sympatrycznie z Euscorpius flavicaudis, a na wyspie Capri prawdopodobnie też z gatunkami z grupy Euscorpius sicanus.